# Гомес, Елена
Еле́на Го́мес (исп. Elena Gómez Servera, Элена Гомес; род. 14 ноября 1985) — испанская гимнастка (спортивная гимнастика).
Чемпионка мира 2002 года, бронзовая медалистка Чемпионата мира 2003 года и серебряная медалистка Чемпионата Европы 2004 года (всё в вольных упражнениях).
Тогда на Чемпионате мира 2002 года на ковре она единственная исполнила поворот на 720 градусов (вращение в 4 оборота вокруг вертикальной оси, известное как «гомес»). И также она тогда стала первой в истории испанской гимнасткой - чемпионкой мира.
Представляла Испанию на Олимпиаде 2004 года в Афинах, заняв 8 место в абсолютном первенстве.
В 2006 году, в 20 лет, объявила, что уходит из спорта.
Считается лучшей испанской гимнасткой всех времён (в истории спортивной гимнастики).